# فيناي باثاك
فيناي باثاك هو منتج أفلام ومقدم تلفزيوني وممثل هندي، ولد في 12 يوليو 1968 في الهند.

## أعمال

### أفلام
- (2008) ثنائي اختاره الرب[4][5]

## وصلات خارجية
- فيناي باثاك على موقع IMDb (الإنجليزية)
- فيناي باثاك على موقع قاعدة بيانات الأفلام العربية
- فيناي باثاك على موقع ألو سيني (الفرنسية)
- فيناي باثاك على موقع أول موفي (الإنجليزية)
- فيناي باثاك على موقع قاعدة بيانات الفيلم (الإنجليزية)
- فيناي باثاك على موقع كينوبويسك (الروسية)